# Strajk generalny w Winnipeg
Strajk generalny w Winnipeg – strajk generalny, który miał miejsce między 15 maja a 25 czerwca 1919 w Winnipeg i był największym strajkiem w historii Kanady. W kulminacyjnym momencie udział w nim wzięło ponad 30 000 pracowników. Miasto zostało sparaliżowane – zamknięto fabryki, sklepy, wstrzymano transport publiczny oraz działanie usług miejskich. Protest zakończył się aresztowaniami, użyciem siły wobec demonstrantów i śmiercią dwóch osób. Choć strajk nie przyniósł natychmiastowych rezultatów w postaci poprawy warunków pracy, odegrał ważną rolę w jednoczeniu kanadyjskiej klasy pracującej i przyczynił się do rozwoju ruchu związkowego w Kanadzie.

## Tło
Po I wojnie światowej wielu kanadyjskich pracowników borykało się z trudnościami ekonomicznymi. Bezrobocie było wysokie, zwłaszcza wśród weteranów wojennych, a inflacja powodowała wzrost cen żywności i mieszkań. Szczególnie dotknięci byli imigranci z klasy robotniczej. W tym samym czasie, na całym świecie rosło niezadowolenie społeczne – inspiracją były m.in. rewolucja rosyjska z 1917 oraz rozwijający się ruch syndykalistyczny, postulujący zastąpienie kapitalizmu systemem opartym na zarządzaniu przez robotników.
W marcu 1919 w Calgary odbyło się spotkanie liderów związków zawodowych z zachodniej Kanady, na którym dyskutowano o utworzeniu jednej ogólnokrajowej organizacji związkowej – Jeden Wielki Związek. Tymczasem w Winnipeg pracownicy branży budowlanej i metalurgicznej próbowali bezskutecznie wynegocjować podwyżki i poprawę warunków pracy. Po nieudanych rozmowach z pracodawcami, 1 maja budowlańcy, a 2 maja metalowcy rozpoczęli strajki. Gdy negocjacje załamały się całkowicie Winnipeg Trades and Labor Council (WTLC) ogłosiła 15 maja strajk generalny.

## Przebieg strajku
W ciągu kilku godzin od ogłoszenia strajku około 30 000 pracowników – zarówno mężczyzn, jak i kobiet – opuściło miejsca pracy. Do protestu przyłączyli się również pracownicy usług publicznych: policjanci, strażacy, listonosze, operatorzy telefoniczni i pracownicy zakładów komunalnych. Miasto zostało sparaliżowane – nie działała komunikacja miejska, stanęły fabryki i sklepy.
Organizacją strajku zajmował się Central Strike Committee, złożony z przedstawicieli poszczególnych związków zawodowych zrzeszonych w WTLC. Komitet prowadził negocjacje z pracodawcami, ale również dbał o utrzymanie podstawowych usług miejskich, takich jak dostarczanie chleba i mleka.
Strajk cieszył się szerokim poparciem społecznym – przyłączyli się do niego także weterani I wojny światowej, którzy codziennie organizowali marsze poparcia. 94 z 96 związków zawodowych w Winnipeg przyłączyło się do protestu. Jedynie policjanci i zecerzy początkowo nie wzięli w nim udziału.

## Reakcja władz i eskalacja napięć
Strajk wywołał ostrą reakcję środowisk biznesowych i politycznych. Już w pierwszych dniach protestu powstał Citizens' Committee of 1000, który skupiał wpływowych przedsiębiorców, urzędników i polityków z Winnipeg. Komitet ten oskarżał strajkujących o próbę wywołania rewolucji bolszewickiej i o to, że są inspirowani przez „obcych agitatorów”, choć brakowało na to dowodów.
Władze federalne zareagowały szybko. Minister spraw wewnętrznych Arthur Meighen i minister pracy Gideon Robertson przybyli do Winnipeg 21 maja, ale odmówili spotkania z liderami strajku. Na podstawie zaleceń Citizens' Committee of 1000 rząd federalny groził zwolnieniami strajkującym pracownikom federalnym i nowelizował ustawę o imigracji, by umożliwić deportację imigrantów z Wielkiej Brytanii za udział w rzekomych działaniach wywrotowych. Poszerzono też definicję „buntu” w Kodeksie karnym.
17 czerwca aresztowano 10 liderów Central Strike Committee oraz 2 działaczy Jednego Wielkiego Związku. Cztery dni później, 21 czerwca, podczas pokojowego marszu poparcia dla aresztowanych doszło do eskalacji. Demonstranci zaczęli niszczyć tramwaj, a w odpowiedzi Królewska Policja Konna zaatakowała tłum pałkami i bronią palną. Rannych zostało około 30 osób, a 2 zginęły. Dzień ten przeszedł do historii jako Krwawa sobota (ang. Bloody Saturday). W mieście wprowadzono obecność wojska.

## Zakończenie i konsekwencje
Po fali represji i utracie przywódców strajk zaczął wygasać. 25 czerwca Central Strike Committee ogłosił zakończenie protestu – większość pracowników wróciła do pracy następnego dnia. Siedmiu liderów strajku zostało skazanych na kary więzienia od sześciu miesięcy do dwóch lat. Część oskarżeń, w tym wobec J.S. Woodswortha, późniejszego parlamentarzysty, została oddalona.

## Znaczenie
W krótkim okresie strajk nie przyniósł pracownikom oczekiwanych korzyści, a wręcz pogłębił podziały w środowiskach związkowych. Jednak na dłuższą metę strajk generalny w Winnipeg przyczynił się do wzmocnienia solidarności wśród robotników, niezależnie od pochodzenia etnicznego i statusu społecznego. Protest ten zainspirował pracowników w innych miastach Kanady do organizowania własnych akcji strajkowych.
Część liderów protestu, m.in. J.S. Woodsworth, została później wybrana do parlamentu i współtworzyła socjalistyczną Federacjaę Wspólnot Spółdzielczych – partię, która później przekształciła się w Nową Partię Demokratyczną.